# 스코티시보더스

스코티시보더스

스코티시보더스(영어: Scottish Borders, 스코트어: The Mairches)는 스코틀랜드의 의회 구역으로 행정 중심지는 뉴타운세인트보스웰스이며 면적은 4,742.65km2, 인구는 114,000명(2010년 기준), 인구 밀도는 24명/km2이다. 에든버러, 덤프리스 갤러웨이, 이스트로디언, 미들로디언, 사우스래너크셔, 웨스트로디언, 잉글랜드와 접한다. 철도 교통은 제2차 세계 대전 이후에 철거되어 현재는 없다.

## 같이 보기
- 로우랜드 지방